# Oceano (Califórnia)
Oceano é uma Região censo-designada localizada no estado americano da Califórnia, no Condado de San Luis Obispo.

## Demografia
Segundo o censo americano de 2000, a sua população era de 7260 habitantes.

## Geografia
De acordo com o United States Census Bureau tem uma área de 3,9 km², dos quais 3,9 km² cobertos por terra e 0,0 km² cobertos por água. Oceano localiza-se a aproximadamente 20 m acima do nível do mar.

## Localidades na vizinhança
O diagrama seguinte representa as localidades num raio de 24 km ao redor de Oceano.